# Axel Schulze
Axel Schulze (* 10. November 1943 in Frose; † 1994 in Berlin) war ein deutscher Lyriker und Schriftsteller.

## Leben und Werk
Schulze war der Sohn eines Angestellten und einer Gärtnerin. Er absolvierte die Erweiterte Oberschule und arbeitete nach dem Abitur von 1962 bis 1964 ungelernt als Dreher, Landvermesser und Laborant. Daneben machte er Gedichte und betätigte er sich schriftstellerisch, wobei er von Gerhard und Christa Wolf gefördert wurde. Schon ab 1963 erschienen seine Gedichte in mehreren Anthologien, u. a. Auftakt 63. Gedichte mit Publikum (Verlag Neues Leben, 1963), Sonnenpferde und Astronauten. Gedichte junger Menschen (Mitteldeutscher Verlag, 1964), Saison für Lyrik. Neue Gedichte von siebzehn Autoren (Aufbau Verlag, 1968). Er galt als „talentvoller Lyriker der jüngsten Generation in der DDR“.
Von 1964 bis 1968 studierte Schulze in Leipzig am Institut für Literatur „Johannes R. Becher“. Dort sprach er sich 1965 gegen die Exmatrikulation von Dieter Mucke und Helga M. Novak aus, und er wurde daraufhin vom Ministerium für Staatssicherheit beobachtet. Er war 1965 bereits im Vorstudienkurs mit seiner Hausarbeit im Fach Ästhetik „Von der Freiheit des sozialistischen Künstlers“ aufgefallen, in der er sich für die Freiheit des Experiments und gegen eine „vulgärmarxistische Ästhetik“ aussprach. Die Sache blieb ohne weitere Folgen, weil Schulze als lyrisches Talent galt und er mehrere „gute Artikel“ in der Zeitschrift des Zentralrats der FDJ Forum veröffentlicht hatte.
Nach dem Studium arbeitete Schulze u. a. als dramaturgischer Mitarbeiter am Landestheater Halle/Saale und dann in Halle-Neustadt als freischaffender Lyriker, Schriftsteller und Literaturkritiker, u. a. mit Beiträgen in Neue Deutsche Literatur Er verfasste neben lyrischen Arbeiten insbesondere Reportagen, erzählende Prosa und Hörspieltexte. Als Nachdichter widmete er sich zeitgenössischen sowjetischen Lyrikern, so Jewgeni Jewduschenko, Rimma Fjodorowna Kasakowa, Bulat Schalwowitsch Okuschawa und Jewgeni Michailowitsch Winokurow.
Schulze war, u. a. neben Volker Braun, Sarah und Rainer Kirsch, ein Aktivist der FDJ-Poetenbewegung der 1970er/1980er Jahre. Er nahm mehrmals am Zentralen Poetenseminar in Schwerin teil und war 1972 dessen Leiter.
Schulze war bis 1990 Mitglied des Schriftstellerverbands der DDR. Er gehörte zu den DDR-Intellektuellen, die „zwar nicht kritiklos, aber immerhin an den Sozialismus und eine sozialistische Zukunft glaubten.“ Im Frühjahrssemester 1990 war Schulze Gastdozent an der University of Northern Iowa.
Material zu Schulze befindet sich u. a. im Deutschen Literaturarchiv Marbach.

## Selbstreflexion
Im Anhang zum Gedichtband Winterfahrplan bekannte Schulze sich zu einer Methode „genauer Beobachtung und des Sammelns von Fakten“. Es ginge „um das Benennen der Dinge, um die fiebrige Suche nach den Namen“ analog naturwissenschaftlicher Verfahren.

## Hörspiel
- 1965: Antwort auf einen Bericht. Radioballade – Regie: Horst Liepach (Original-Hörspiel – Rundfunk der DDR)[7]

## Weitere Werke (unvollständig)
- Nachrichten von einem Sommer. Mitteldeutscher Verlag, 1967 (Gedichte)
- Anregung. 1969 (Texte für eine Schauspiel-Revue; mit weiteren Autoren)
- Zu ebener Erde. Mitteldeutscher Verlag, 1973 (Gedichte; Illustrationen Ursula Mattheuer-Neustädt)
- Das Gastmahl Balthasars. Aufbau Verlag Berlin, 1973 (Erzählungen)
- Winterfahrplan. Mitteldeutscher Verlag, 1977 (Gedichte)
- Der Kramladen. Parodien. Mitteldeutscher Verlag, 1979
- Vogelbilder. Mitteldeutscher Verlag, 1985 (Gedichte)